# Eric Frattini
Eric Frattini (Lima, 15 dicembre 1963) è uno scrittore, giornalista, sceneggiatore e professore peruviano.

## Storia
È stato inviato di guerra a Beirut, Nicosia e Gerusalemme. Interviene periodicamente come esperto di politica estera alla tv spagnola.
Frattini è autore di una ventina di libri, molti dei quali tradotti e pubblicati in vari paesi tra i quali Stati Uniti, Gran Bretagna, Canada, Australia, Francia, Portogallo, Italia, Bulgaria, Romania, Brasile, Polonia, Danimarca, Paesi Bassi, Libano e Russia.

## Opere
- L'entità. La clamorosa scoperta del servizio segreto vaticano: intrighi, omicidi, complotti degli ultimi cinquecento anni. 2008, Fazi Editore. ISBN 9788881129355.
- Il quinto comandamento. 2009, Il Punto d'Incontro. ISBN 9788880936428.
- Le spie del papa. Dal Cinquecento a oggi, venti vite di assassini e sicofanti al servizio di Dio. 2009, Ponte alle Grazie. ISBN 9788862200479.
- Il labirinto d'acqua. 2010, Editrice Nord. ISBN 9788842916253.
- I papi e il sesso. Da San Pietro a Benedetto XVI, duemila anni di buone prediche e cattivi racconti: storie di pontefici gay, pedofili, sposati, incestuosi, perversi.. 2010, Ponte alle Grazie. ISBN 9788862200578.
- I corvi del Vaticano. La verità sullo scandalo Vatileaks. 2013, Sperling & Kupfer. ISBN 9788820054410
- Italia, Sorvegliata Speciale. 2013, Ponte alle Grazie. ISBN 9788868330293